# Fort Wayne Fury
Los Fort Wayne Fury fueron una franquicia de baloncesto estadounidense que jugó en la Continental Basketball Association entre 1991 y 2000, y una temporada más en la IBL. Tenía su sede fue la ciudad de Fort Wayne, en el estado de Indiana.

## Historia
El 1 de mayo de 1990 la ciudad de Fort Wayne fue agraciada con una franquicia en la expansión de la CBA, y seis meses más tarde, mediante una votación popular, se eligió el nombre de Fury para el equipo, que comenzaría su andadura en la temporada 1991-92.
Su mejor actuación la obtuvo en 1996, cuando llegó a las Finales del campeonato, donde sería derrotado por los Sioux Falls Skyforce por 4-1. En el año 2000, siendo el propietario de la liga Isiah Thomas, la CBA interrumpió su campeonato. Los Fury fueron uno de los cinco equipos que continuó un año más, jugando en la International Basketball League, desapareciendo el equipo al año siguiente.

## Temporadas
| Año     | Liga | P.G. | P.P. | Playoffs                   |
| ------- | ---- | ---- | ---- | -------------------------- |
| 1991/92 | CBA  | 21   | 35   | No se clasificó            |
| 1992/93 | CBA  | 20   | 36   | No se clasificó            |
| 1993/94 | CBA  | 19   | 37   | No se clasificó            |
| 1994/95 | CBA  | 24   | 32   | Pierde en cuartos de final |
| 1995/96 | CBA  | 25   | 31   | Pierde en la final         |
| 1996/97 | CBA  | 20   | 36   | No se clasificó            |
| 1997/98 | CBA  | 37   | 25   | Pierde en semifinales      |
| 1998/99 | CBA  | 28   | 28   | Pierde en cuartos de final |
| 1999/00 | CBA  | 26   | 30   | Pierde en cuartos de final |
| 2000/01 | IBL  | 11   | 9    | No se clasificó            |

## Jugadores célebres
- Damon Bailey
- Mikki Moore
- Bruce Bowen
- Stephen Jackson
- Keith Smart
- Mark Randall

## Entrenadores célebres
- Rick Barry
- Keith Smart
- Clifford Ray